# オーロール・クレマン
オーロール・クレマン（Aurore Clément、1945年10月12日 - ）は、フランス出身の女優である。

## 出演作品

### テレビ
- ゾディアック　～十二宮の闇～

### 映画
- キューブ・ホスピタル
- 戦争について
- マリー・アントワネット（シャール公爵夫人）
- 石の微笑（クリスティーヌ）
- フレンチなしあわせのみつけ方（愛人の母親）
- ボン・ヴォヤージュ（ジャクリーヌ）
- 愛のはじまり
- 地獄の黙示録・特別完全版（ロクサンヌ・サロ）
- 囚われの女
- 新・メグレ警視/メグレと首なし死体
- 裸足のマリー
- スタン・ザ・フラッシャー
- さらばモスクワ
- ゴダールのマリア（母親）
- パリ、テキサス（アン）
- 死体を積んで
- エル・スール
- アニタと子猫と…
- ルシアンの青春